# Розгадів
Розга́дів — село в Україні, у Зборівській міській громаді Тернопільського району Тернопільської області. Розташоване на річці Золота Липа, на заході району. Раніше центр сільської ради. До Розгадова приєднано хутори Вербів, Гузова та Липина. 
Населення — 435 осіб (2007).

## Історія
Перша писемна згадка — 1494.
Діяли товариства «Просвіта», «Луг», «Рідна школа», «Хліборобський вишкіл молоді», кооператива.
12 червня 2020 року, відповідно до розпорядження Кабінету Міністрів України № 724-р «Про визначення адміністративних центрів та затвердження територій територіальних громад Тернопільської області» увійшло до складу Зборівської міської громади.
19 липня 2020 року, в результаті адміністративно-територіальної реформи та ліквідації Зборівського району, село увійшло до складу Тернопільського району.

## Релігія
- церква Святої Параскеви (1696, УГКЦ).

## Пам'ятки
У середині XIX ст. встановлено пам'ятний хрест на честь скасування панщини.
Від вересня 1990 року в селі діє музей Романа Купчинського, заснований у колишньому будинку священика (за радянських часів слугував медпунктом), що знаходиться поряд з церквою. Дещо раніше, у червні того ж року встановлено меморіальну таблицю.
У жовтні 1994 року було встановлено пам'ятник Роману Купчинському. Скульптор Петро Кулик, архітектор Володимир Блюсюк.

## Соціальна сфера
Працюють ЗОШ 1-2 ступенів, клуб, бібліотека, ФАП, торг. заклад.

## Відомі люди

### Народилися
- Роман Купчинський (1894—1976) — поет, прозаїк, журналіст, композитор, громадський діяч.
- Голота Д. — громадський діяч.
- Далик І. — редактор, громадський діяч.

## Галерея

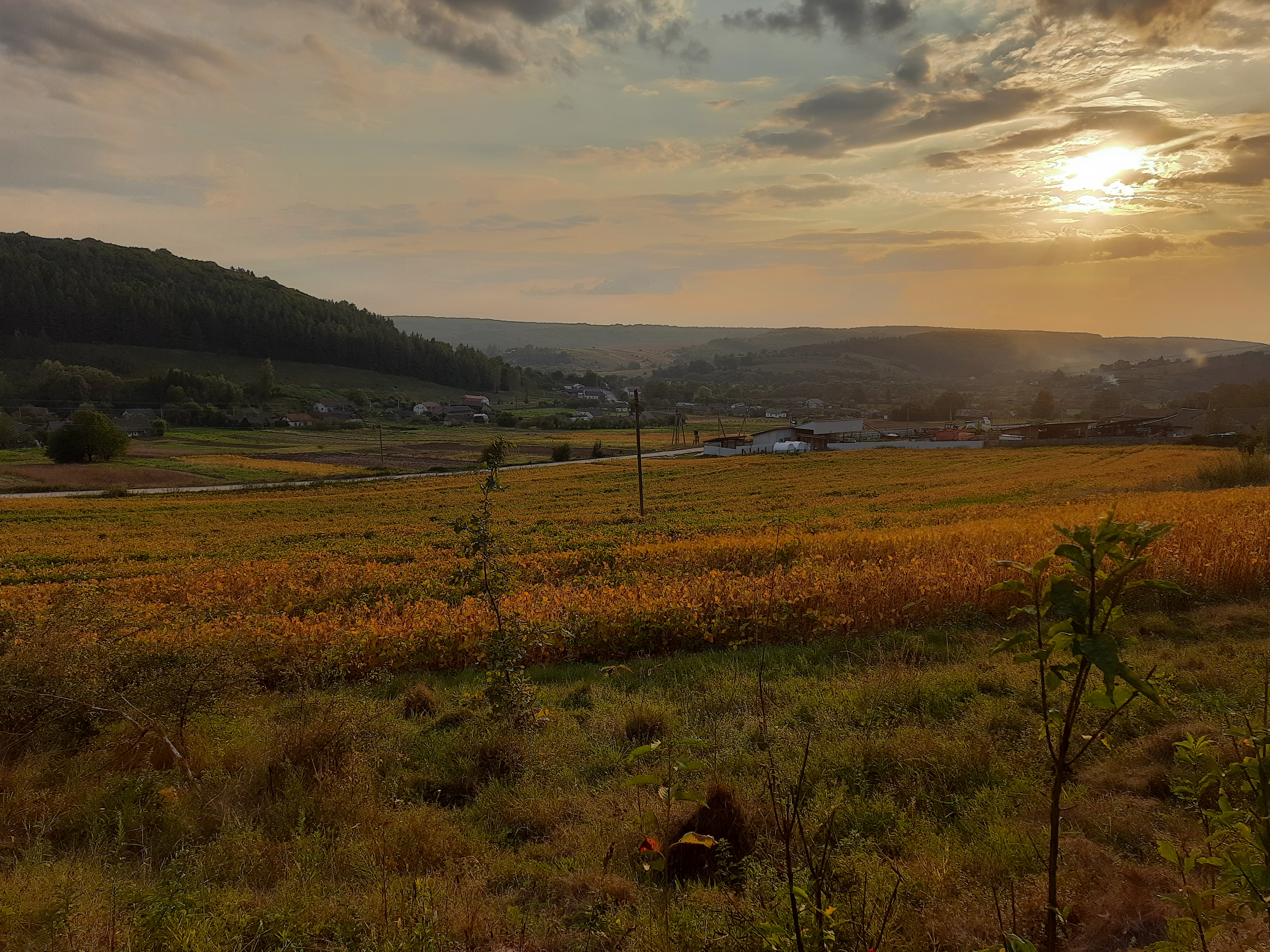
Вигляд на село
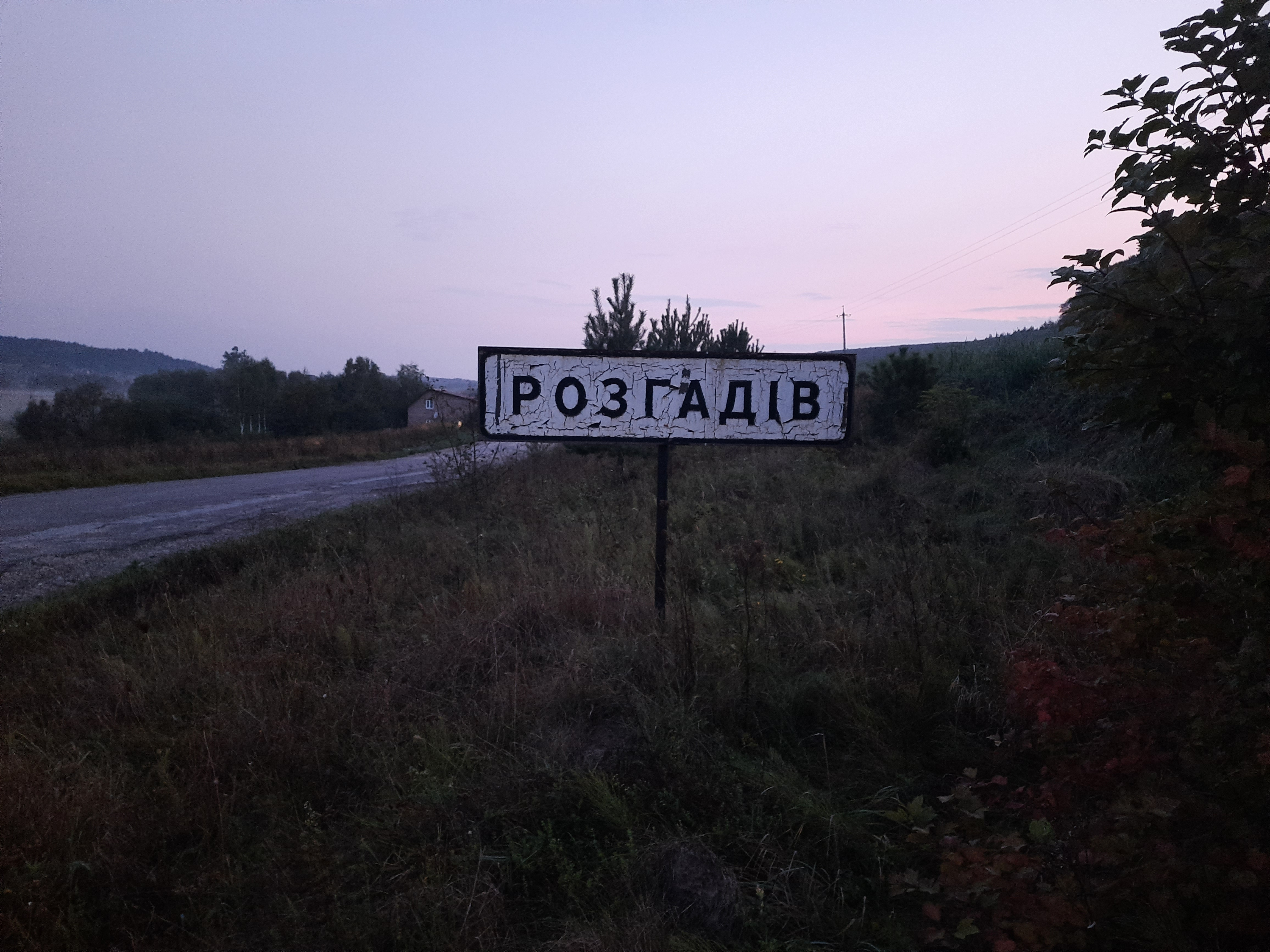
Дорожній знак при в'їзді в село
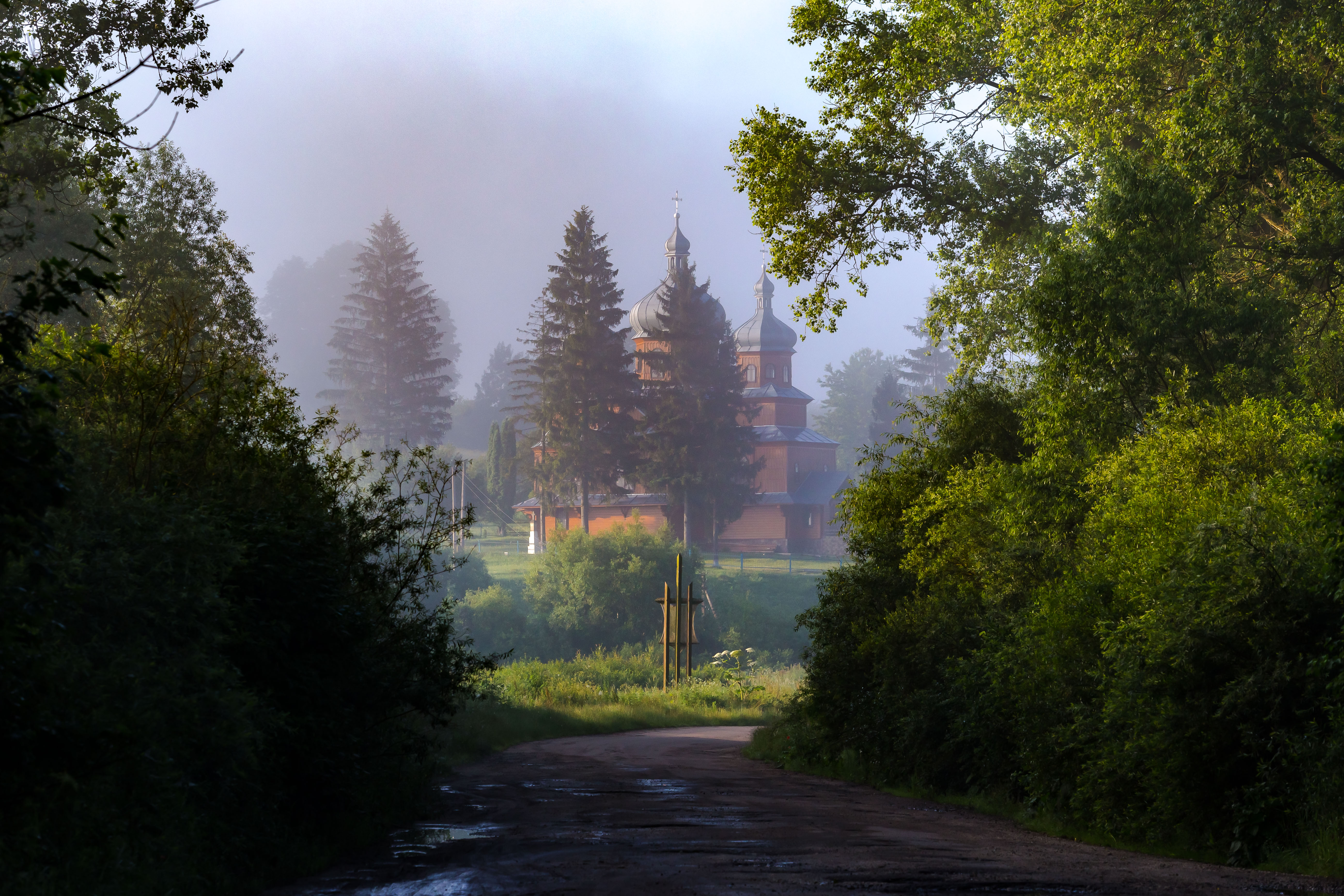
При в'їзді в Розгадів з Львівської області
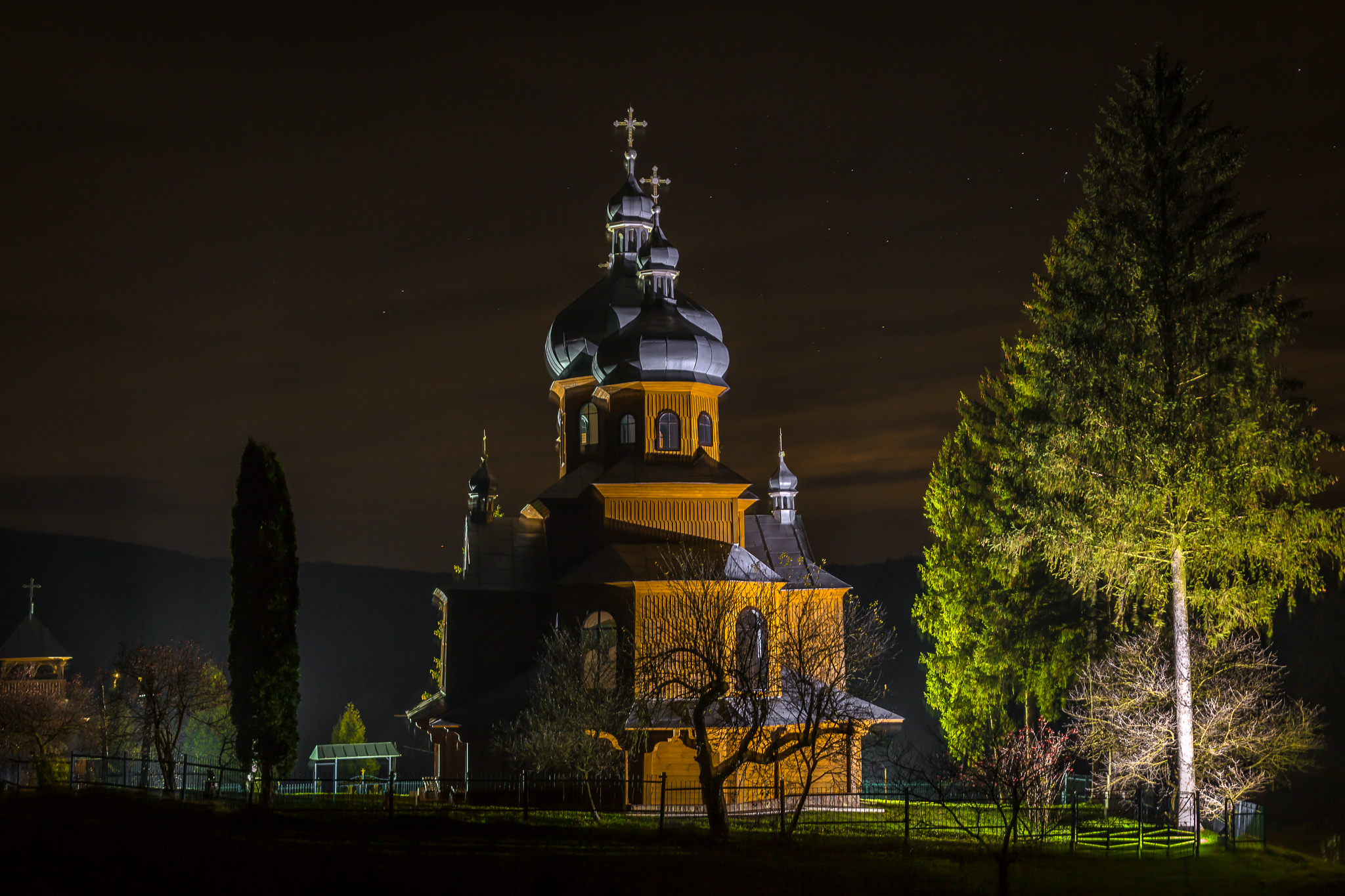
Храм св.Параскевії
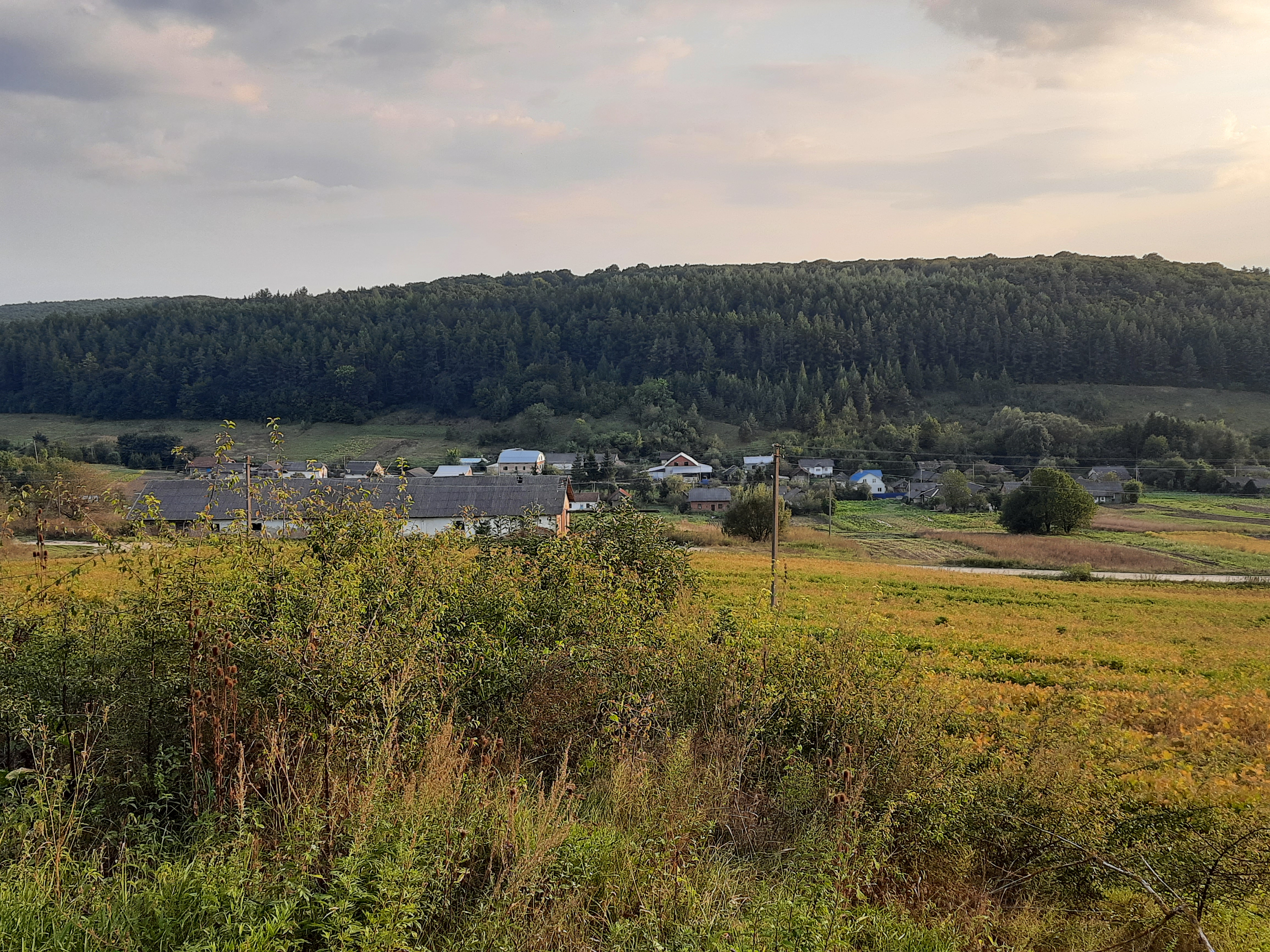
Сільський краєвид
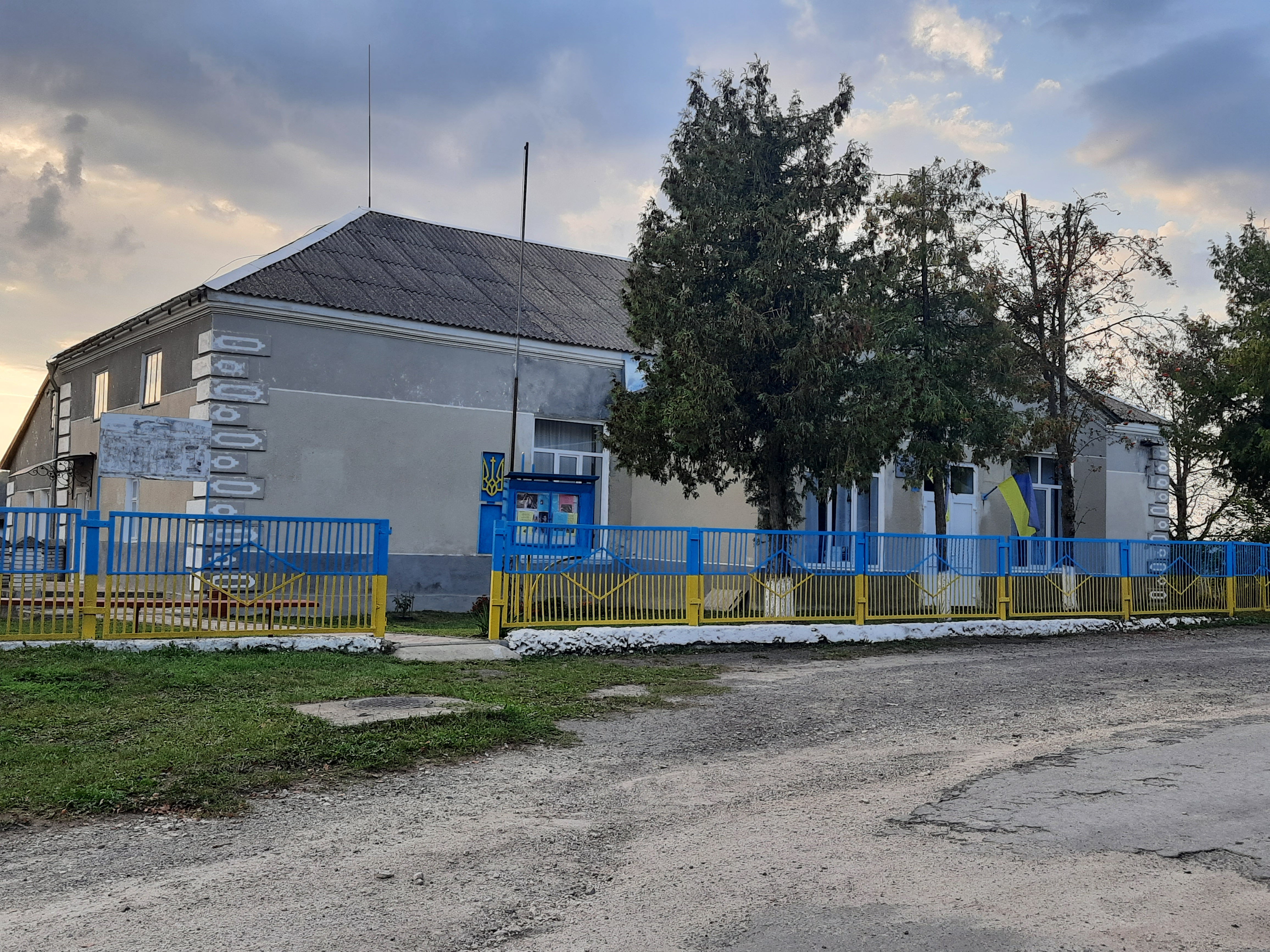
Будинок культури
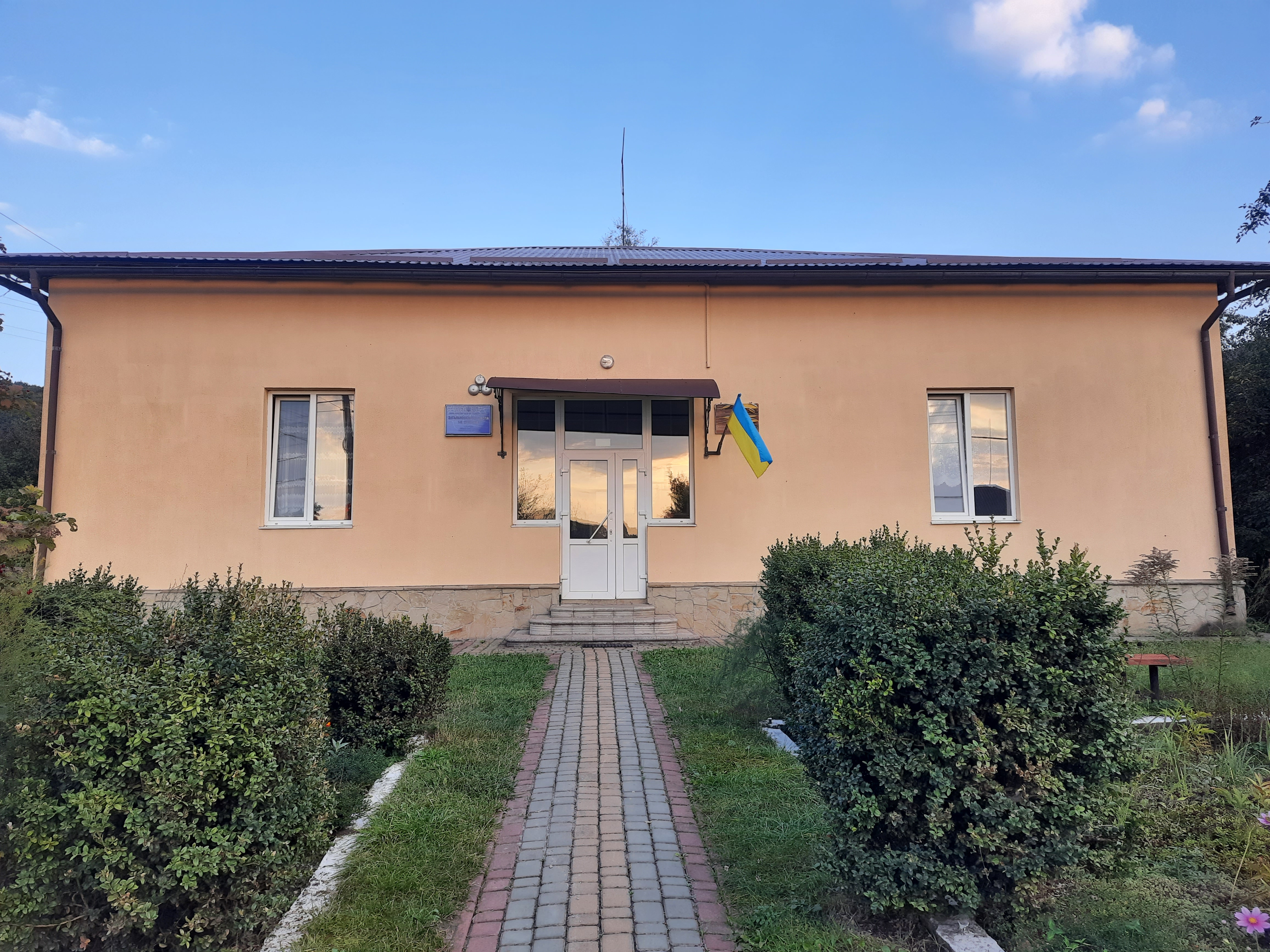
Школа
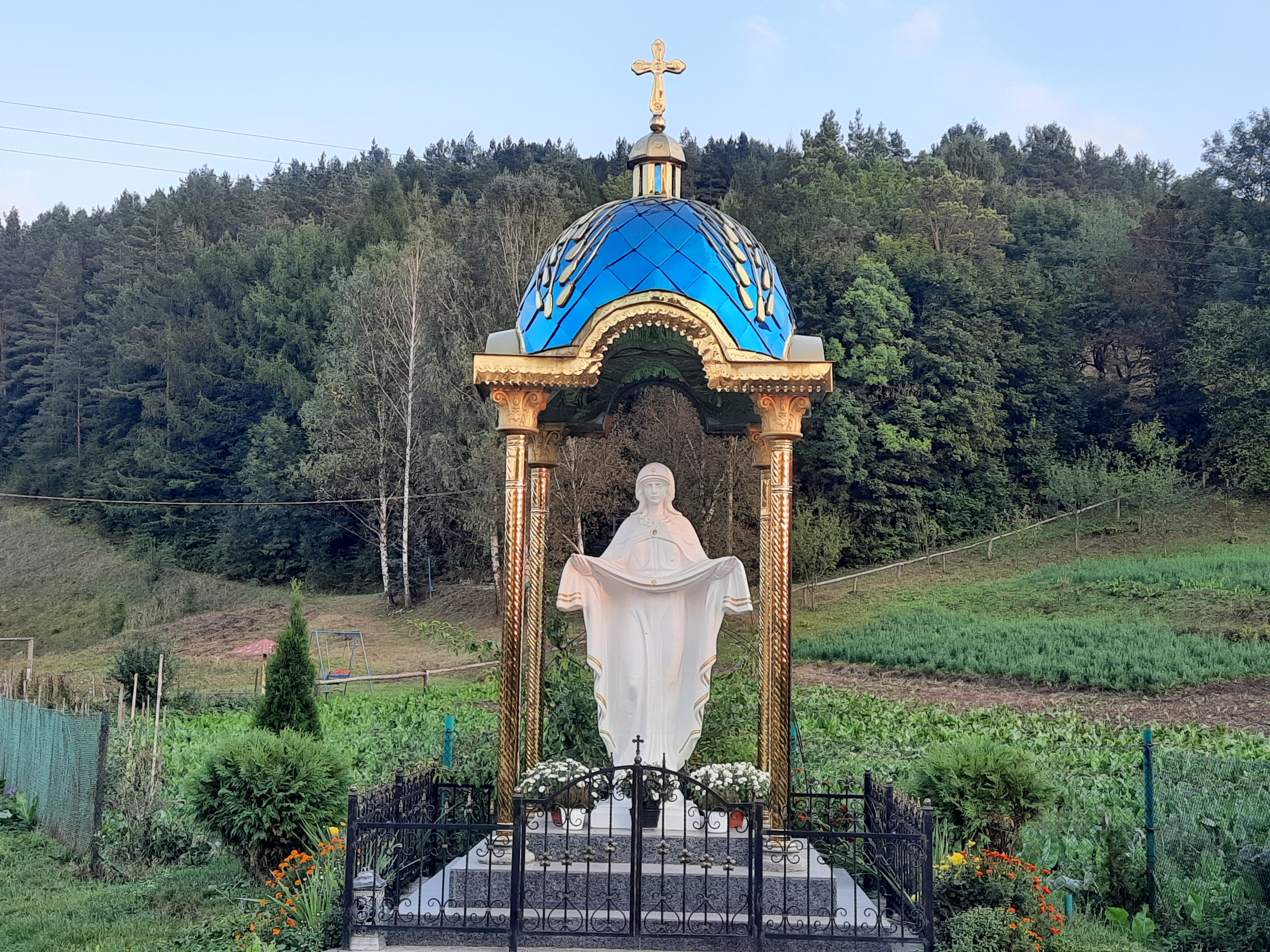
Статуя Божої Матері
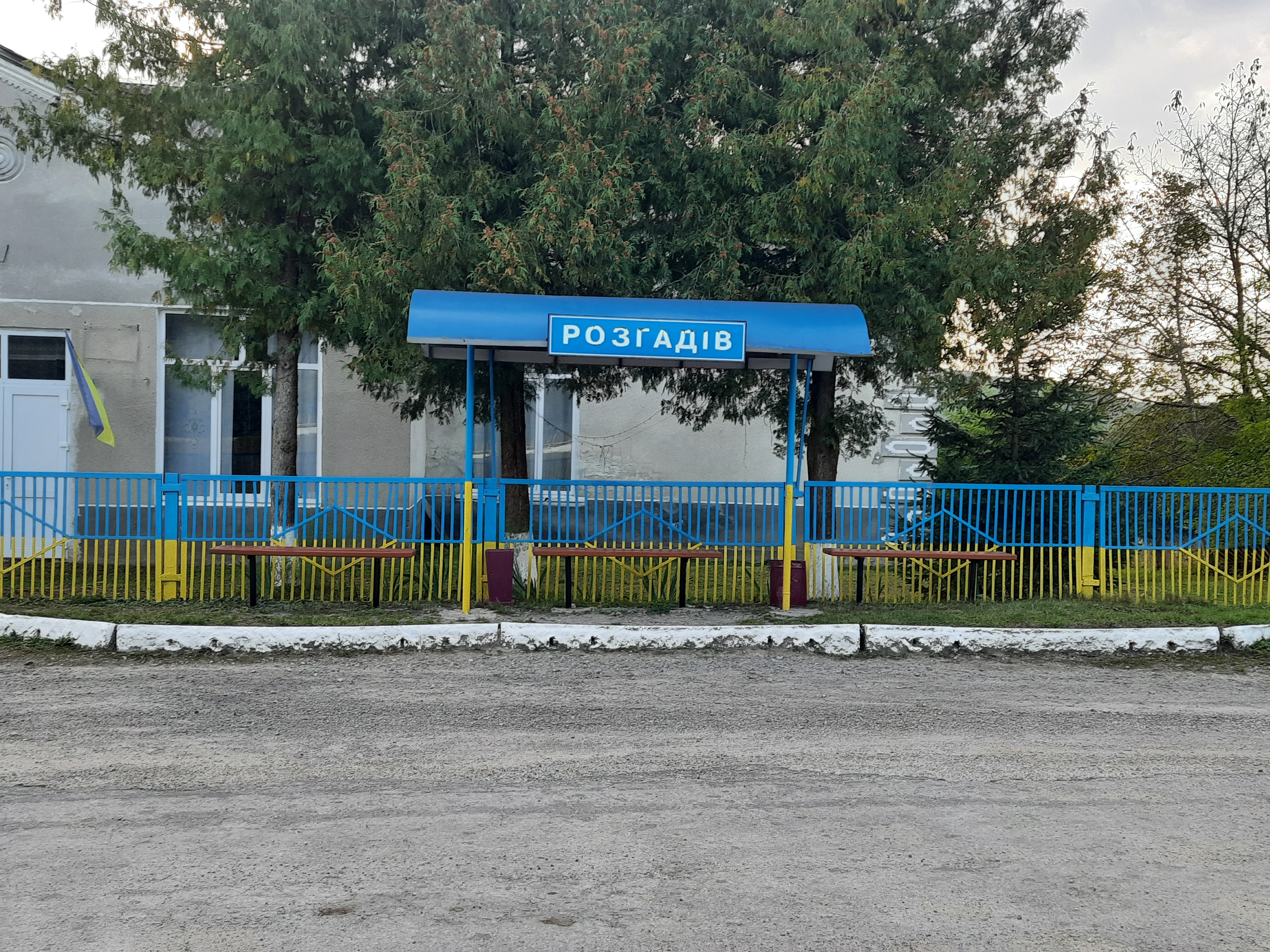
Автобусна зупинка в центрі села
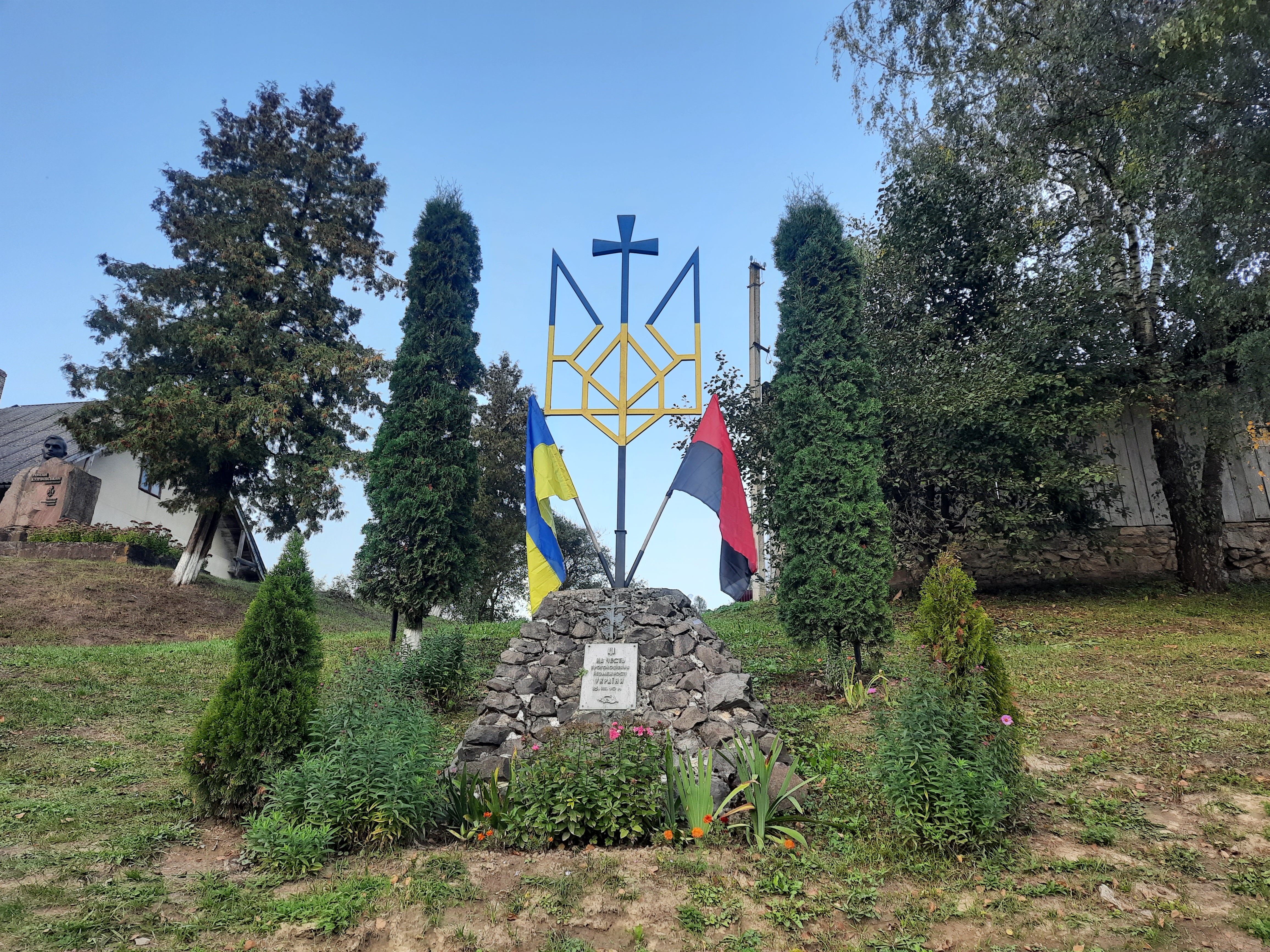
Пам'ятний знак на честь проголошення Незалежності України